# Полиглицерол полирицинолеат
Полиглицерол полирицинолеат (PGPR, съкр. от английски: Polyglycerol Polyricinoleate) е емулгатор, получен от семената на растението рицин. Той намалява вискозитета на шоколада и шоколадови кувертюри. Като добавка Е476 влиза в състава на някои маргарини и майонези, среща се в готови сосове и супи. Оптимален заместител на полиглицерола (но по-скъп) е лецитинът.
Като цяло се счита за безопасен за консумация. Все пак, наличната информация за веществото е противоречива, Според някои източници, прекомерната употреба на добавката може да доведе до увеличаване на черния дроб и бъбреците и да наруши обмяната на веществата. Не е алерген.
PGPR е жълтеникава течност. Силно липофилен е, разтворим в мазнини и неразтворим във вода и етилов алкохол.